# Маскалуча
Маскалуча (итал. Mascalucia) — коммуна в Италии, располагается в регионе Сицилия, подчиняется административному центру Катания.
Население составляет 26 284 человека, плотность населения составляет 1509 чел./км². Занимает площадь 16 км². Почтовый индекс — 95030. Телефонный код — 095.
Покровителем коммуны почитается святой Вит. Праздник ежегодно празднуется 15 июня.